# 口禾髎穴
口禾髎穴是属于手陽明大腸經的腧穴。

## 定位
鼻孔外緣直下，平水溝穴。

## 主治
口喎、鼻塞、鼻衄等。

## 操作
直刺0.3～0.5寸；不宜灸。